# Haitame ibne Calide
Haitame ibne Calide (Haitham ibn Khalid) foi o primeiro xá de Xirvão, ou governante independente de Xirvão, renunciando a suserania do Califado Abássida em 861 e começando a dinastia maziádida.

## Vida

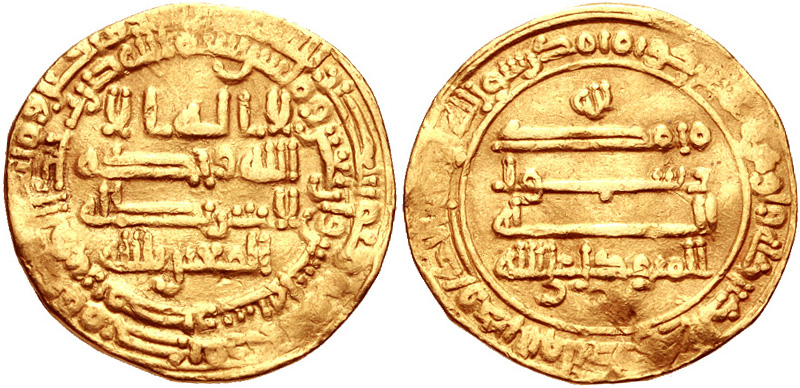
Dinar de ouro de Mutavaquil r.

Haitame era filho de árabe Calide ibne Iázide Axaibani e neto de Iázide ibne Maziade Axaibani, ambos os quais haviam repetidamente servido o Califado Abássida como governadores da Armênia, uma vasta província compreendendo grande parte da Transcaucásia, com Armênia, Ibéria (Geórgia) Albânia (Azerbaijão). Seu irmão Maomé ibne Calide Axaibani também serviu como governador da Armênia. Esta sucessão de governadores xaibanitas permitiu-os tornar-se firmemente entrincheirados na região, especialmente em Xirvão, que viria a ser governada diretamente por Haitame.
Haitame logo adotou o título persa "xá de Xirvão" (Shirvanshah), e após a morte do califa abássida Mutavaquil (r. 847–861) em 861, Haitame e seus herdeiros tornaram-se governantes de facto independentes de Xirvão. Seu irmão Iázide ibne Calide declarou-se independente como "xá de Laizã" (Layzanshah), assim começando a persianização da família de Haitame. Nada mais se sabe sobre Haitame, exceto que em data desconhecida foi sucedido por seu filho Maomé I.